# Azoudange
Azoudange é uma comuna francesa na região administrativa de Grande Leste, no departamento de Mosela. Estende-se por uma área de 15,73 km². Em 2010 a comuna tinha 123 habitantes (densidade: 7,8 hab./km²).